# Maximino Romero de Lema
Maximino Romero de Lema (Zas, 15 novembre 1911 – 29 ottobre 1996) è stato un arcivescovo cattolico spagnolo.

## Origini
Maximino Romero de Lema nacque a Santa Maria de Bayo, frazione di Zas, il 15 novembre 1911, ultimo di nove fratelli.

## Formazione
Studiò giurisprudenza all'Università di Santiago di Compostela dal 1927 al 1932. L'anno successivo si trasferì a Madrid, invitato da Ángel Herrera Oria per prendere l'incarico di assistente segretario del Centro di studio universitario e docente di storia del diritto. Nello stesso periodo conseguì il dottorato all'Università di Madrid. Successivamente fu professore assistente di diritto internazionale privato. Da studente entrò nella Confederazione nazionale degli studenti cattolici della Congregazione dell'annunciazione e San Luigi Gonzaga e nell'Associazione cattolica nazionale di propaganda. Ciò gli permise di conoscere personalità e membri della gerarchia ecclesiastica, come Alberto Martín-Artajo e Joaquín Ruiz Jiménez tra i primi e Fray Justo Pérez de Urbel e Isidro Gomá y Tomás tra i secondi. Nel 1932 divenne presidente del Consiglio dell'azione cattolica diocesana di Santiago di Compostela. Nel secondo congresso di questa organizzazione, che si tenne a Santander nel 1932, Romero de Lema propose un pellegrinaggio a Santiago nell'anno santo 1937 "per far fronte alla scristianizzazione che aveva infangato la Seconda Repubblica".
La sua vocazione religiosa venne risvegliata in un rifugio gestito dai Gesuiti nel 1936; iniziò quindi a studiare teologia all'Università di Friburgo che presto lasciò per aderire come sergente di artiglieria dell'esercito nazionale franchista nella guerra civile; partecipò alla battaglia di Guadarrama ed entrò a Valencia con le truppe del generale Antonio Aranda Mata. Fu decorato per le sue azioni.
Nel 1939 partecipò al II Congresso della Confederazione latinoamericana di studenti cattolici come membro della delegazione spagnola, con Joaquin Ruiz Jiménez e Emilio Bellón. Dopo la guerra studiò lettere e filosofia nel seminario di Madrid e teologia alla Pontificia Università Gregoriana di Roma. A quel tempo risiedeva nel Pontificio collegio spagnolo. Dal 1941 al 1943 completò gli studi presso la Pontificia Università di Salamanca, perché costretto a lasciare Roma a causa dell'occupazione da parte dell'esercito tedesco durante la seconda guerra mondiale.

## Ministero sacerdotale
Completati gli studi ecclesiastici, fu ordinato presbitero a Santiago di Compostela il 23 dicembre 1944 dal vescovo di Lugo Rafael Balanzá y Navarro.
Dopo una breve permanenza nella parrocchia di Maliano, fu cappellano dell'Azione cattolica a Santiago di Compostela, cappellano collegiale a Madrid, vice direttore dell'Istituto sociale "Leone XIII" e rettore della chiesa di Santa Maria in Monserrato degli Spagnoli a Roma, dove fondò il Centro spagnolo di studi ecclesiastici per la ricerca scientifica da parte del clero, in collaborazione con Joaquín Ruiz Jiménez, allora ambasciatore della Spagna presso la Santa Sede. Fondò anche la Casa di Santiago, un centro di studi biblici a Gerusalemme, e un seminario per le vocazioni adulte a Salamanca. Fu anche segretario generale dell'Associazione di cooperazione sacerdotale ispano-americana. Ciò gli permise di viaggiare frequentemente nei paesi dell'America Latina e di apprendere i problemi di quelle Chiese.
Nel 1957, su richiesta del vescovo Ángel Herrera Oria, assunse a Madrid la guida dell'Istituto sociale "Leone XIII" e l'incarico di parroco nella chiesa dello Spirito Santo.
Partecipò alla creazione della rivista Cuadernos para el Diálogo in collaborazione con il suo amico personale Joaquin Ruiz Jimenez e di intellettuali di spicco falangisti (Pedro Lain Entralgo e Antonio Tovar), comunisti (Carlos Paris), progressisti (Francisco Sintes), conservatori (Luis Sánchez Agesta) e altri di tendenza politica meno definita, come Torcuato Fernández Miranda o Salustiano del Campo. Fu anche redattore della rivista.

## Ministero episcopale

### Ausiliare di Madrid
Il 15 giugno 1964 venne nominato vescovo ausiliare di Madrid e titolare di Orta. Ricevette l'ordinazione episcopale il 19 luglio successivo nella collegiata di Sant'Isidoro a Madrid dall'arcivescovo e nunzio apostolico Antonio Riberi, co-consacranti l'arcivescovo di Madrid Casimiro Morcillo González e l'ausiliare di Santiago di Compostela Miguel Nóvoa Fuente. Fu nominato assieme a José Guerra Campos, che aveva conosciuto come compagno di studi a Roma e Salamanca, in sostituzione dei precedenti ausiliari di Madrid José María García Lahiguera e Juan Ricote Alonso, nominati rispettivamente vescovo di Huelva e vescovo coadiutore di Teruel. Partecipò alla terza e alla quarta sessione del Concilio Vaticano II.

### Ordinario di Avila
Il 19 ottobre 1968 papa Paolo VI lo nominò vescovo di Avila.
Nel 1971 fu eletto cancelliere della Pontificia Università di Salamanca, istituzione che, assieme al suo presidente Fernando Sebastián Aguilar, rinnovò profondamente, risollevandola dalla crisi vissuta fino a quel momento.
Secondo le informazioni pubblicate dal settimanale cattolico internazionale settimanale The Tablet, nel 1970 monsignor Romero de Lema sospese un congresso di preti e laici progressisti, originari di Catalogna, Castiglia e Paesi Baschi, che venne organizzato in segreto e che si tenne nella sua diocesi per discutere circa la libertà di opinione, riunione e associazione. La sospensione sarebbe stata causata dalle minacce di un gruppo di destra che si faceva chiamare "Guerriglieri di Cristo Re", chiamata dal governatore civile della provincia ad indagare sul tipo di incontro che doveva aver luogo.
Durante gli ultimi mesi dell'episcopato di monsignor Romero de Lema ad Avila, circolarono voci sulla sua nomina ad arcivescovo di Santiago di Compostela; alcuni media davano ciò per certo. Papa Paolo VI era effettivamente interessato a collocare Romero de Lema a capo di quella circoscrizione, ma la nomina non fu possibile per le influenze di alcuni gruppi e per il veto del governo di Francisco Franco, che aveva il diritto di presentazione. Gli stessi gruppi impedirono anche la sua creazione a cardinale, anche questa data per certa nel 1976.

### Supporto ai movimenti progressisti
Con discrezione e silenzio, monsignor Romero de Lema supportò i gruppi progressisti sorti all'interno del cattolicesimo ispanico nella società dominata dal regime di Franco. Nella casa Monserrat di Roma ospitò esuli repubblicani spagnoli e si preparava ad essere un leader della Chiesa spagnola, mostrando particolare attenzione ai baschi e ai catalani. Il Movimento cristiano per il socialismo sorse sotto la protezione di monsignor Romero. Significativo è il fatto che il documento base per la nascita del gruppo è noto come manifesto di Avila, pur essendo nato in un incontro a Barcellona all'inizio del 1973. Secondo Emilio Romero, monsignor Romero de Lema fu l'unico che " asciugò le lacrime dei giovani preti attaccati e contraddetti".

### Arcivescovo curiale
Paolo VI, che conosceva Maximino Romero de Lema da prima di essere eletto papa, lo nominò membro del Sinodo dei vescovi nel 1971. Nel 1973, consigliato da monsignor Giovanni Benelli, amico di monsignor Romero de Lema, lo chiamò a Roma, nominandolo segretario della Congregazione per il clero nel contesto dell'organizzata internazionalizzare della Curia romana. Sostituì nell'ufficio monsignor Pietro Palazzini, creato cardinale nel concistoro del 5 marzo 1973. All'epoca il prefetto era John Joseph Wright, che aveva autorizzato la pubblicazione di un documento critico contro la validità dell'Assemblea paritetica di vescovi e sacerdoti tenutosi a Madrid nel 1971. La forte tendenza conservatrice dimostrata da Wright e Palazzini era in contrasto con lo spirito conciliante e simpatico che gli analisti attribuivano a monsignor Romero de Lema. Mantenne lo stesso incarico per quattordici anni sotto le prefetture dei cardinali John Joseph Wright (1969 - 1979), Silvio Oddi (1979 - 1986) e Antonio Innocenti (1986 - 1988) - tutti e tre conservatori - fino a quando presentò le dimissioni per raggiunti limiti d'età che vennero accettate immediatamente.
Come riportato dal teologo José María González Ruiz, canonico di Malaga e amico di monsignor Romero, papa Giovanni Paolo II gli aveva comunicato la sua intenzione di affidargli la prefettura della Congregazione per il clero. Tuttavia, alla fine la scelta cadde su un'altra persona e Romero de Lema rimase isolato nella posizione di segretario del dicastero fino al suo pensionamento. Ciò potrebbe essere avvenuto a causa di un rapporto da lui presentato, in cui manifestava l'intenzione di avvicinare i preti sposati al fine di recuperare al ministero sacerdotale la maggior parte di loro.

### Omaggio dell'ambasciatore presso la Santa Sede
In occasione del suo ritiro, l'ambasciatore presso la Santa Sede Gonzalo Puente Ojea, offrì una cena in onore di monsignor Romero nell'ambasciata di Spagna assistito dall'ambasciatore di Spagna in Italia Jorge de Esteban, dai segretari della Congregazione per il clero e del Pontificio consiglio per il dialogo con i non credenti, diversi sacerdoti e corrispondenti giornalistici. Venne sottolineata l'assenza del prelato dell'Opus Dei Álvaro del Portillo. Puente Ojea, che ai tempi dell'università aveva partecipato con Federico Silva Muñoz alla creazione di un gruppo di giovani dell'associazione cattolica di propaganda, che monsignor Romero de Lema ancora frequentava quando si trovava a Madrid e successivamente conosciuto per il suo agnosticismo militante, pronunciò parole di elogio per la sua carriera.

### Direttore spirituale del Seminario Redemptoris Mater
Al momento del pensionamento, monsignor Romero aveva programmato di tornare in Spagna, ma alla fine del 1987, sorprese tutti con la notizia che si sarebbe preso cura della direzione spirituale del seminario Redemptoris Mater a Roma, centro appartenente al Cammino Neocatecumenale, dove prese residenza. Mantenne l'incarico fino a poco prima della sua morte. Monsignor Romero aveva avuto i suoi primi contatti con il movimento neocatecumenale come vescovo di Avila, quando ordinò diversi diaconi del movimento e li incardinò nella sua diocesi permettendo loro di dedicarsi al gruppo che cominciava allora a vedere la luce. Questo avvenne su richiesta personale di papa Giovanni Paolo II e fu interpretato come un segno di fiducia, dopo anni di isolamento nella segreteria della Congregazione per il clero.

## Morte e funerale
Quando gli fu diagnosticata una grave malattia progettò di lasciare Roma e di ritornare a Santiago di Compostela per trascorrere i suoi ultimi giorni di vita in patria. Morì tuttavia nel volo tra Roma e Santiago di Compostela il 29 ottobre 1996. Dopo l'atterraggio all'aeroporto di Barcellona-El Prat, la salma fu portata a Bayo, suo paese natale, la cui nuova chiesa era stata costruita su un terreno donato dall'arcivescovo. Il funerale fu celebrato il 31 dal nunzio Lajos Kada, dal presidente della Conferenza episcopale Elías Yanes Álvarez, dagli arcivescovi di Madrid e Santiago di Compostela, Antonio María Rouco Varela e Julián Barrio Barrio, dal vescovo di Avila Antonio Cañizares Llovera e dal cardinale Ángel Suquía Goicoechea, tra gli altri. I resti furono poi sepolti nello stesso tempio.
In un necrologio pubblicato sul quotidiano ABC, il teologo e professore della Pontificia Università di Salamanca, Olegario González de Cardenal, scrisse che monsignor Romero era stato "liberale contro i fondamentalisti, moderato contro i radicali e pensatore contro gli agitatori".
A lui sono intitolati il liceo di Zas e una via di Bayo.

## Genealogia episcopale
La genealogia episcopale è:
- Cardinale Scipione Rebiba
- Cardinale Giulio Antonio Santori
- Cardinale Girolamo Bernerio, O.P.
- Arcivescovo Galeazzo Sanvitale
- Cardinale Ludovico Ludovisi
- Cardinale Luigi Caetani
- Cardinale Ulderico Carpegna
- Cardinale Paluzzo Paluzzi Altieri degli Albertoni
- Papa Benedetto XIII
- Papa Benedetto XIV
- Papa Clemente XIII
- Cardinale Marcantonio Colonna
- Cardinale Giacinto Sigismondo Gerdil, B.
- Cardinale Giulio Maria della Somaglia
- Cardinale Carlo Odescalchi, S.I.
- Cardinale Costantino Patrizi Naro
- Cardinale Serafino Vannutelli
- Cardinale Domenico Serafini, Cong.Subl. O.S.B.
- Cardinale Pietro Fumasoni Biondi
- Cardinale Antonio Riberi
- Arcivescovo Maximino Romero de Lema